# Jack Schaefer
Jack Warner Schaefer (19. listopadu 1907, Cleveland, Ohio, USA – 24. ledna 1991, Santa Fe, Nové Mexiko, USA) byl americký novinář, publicista a spisovatel westernů.

## Životopis
Narodil se roku 1907 v Clevelandu v Ohiu v rodině advokáta. Vzdělání získal na Oberlin College, kterou dokončil roku 1929 a v letech 1929-1930 studoval na Columbijské univerzitě v New Yorku, kterou však pro neshody týkající se tématu jeho závěrečné práce nedokončil. Poté začal pracovat jako reportér pro The United Press v New Havenu v Connecticutu a byl redaktorem několika divadelních a filmových časopisů.
Jako novinář působil téměř dvacet let, dokud roku 1949 nevydal svou prvotinu, a zároveň své nejslavnější dílo, román Shane (česky též jako Muž z neznáma), zachovávající sice klasické schéma westernového příběhu, ale bez falešné romantiky, sentimentálních citových výlevů a nepravděpodobných pistolnických přestřelek. Ve stejném duchu napsal i své další úspěšné knihy, zejména román Monte Walsh (1963, česky jako Muž se srdcem kovboje), které se vyznačují faktografickou informovaností, opřenou o studium historických pramenů, i realistickou psychologií jednajících postav.
Za své dílo obdržel několik ocenění. V roce 1975 získal Western Literature Association Distinguished Achievement Award a roku 1985 byl Shane prohlášen organizací The Western Writers of America za nejlepší westernový román všech dob.
Zemřel roku 1991 v Santa Fé v Novém Mexiku, kam se přestěhoval v polovině padesátých let.

## Dílo
- Shane (1949, česky též jako Jezdec z neznáma), novela odehrávající se v roce 1889 a vyprávěná pohledem desetiletého chlapce. Je to příběh rodiny farmářů, kteří bojují o svou existenci s rančery, a záhadného muže jménem Shane, který přijede z neznáma, pomůže k dosažení spravedlnosti, a opět odjede do neznáma. Kniha byla roku 1953 úspěšně zfilmována a roku 1966 podle ní vznikl televizní seriál.
- First Blood (1953, První krev), novela
- The Big Range (1953. Široké pastviny), sbírka povídek
- The Canyon (1953, Kaňon), sbírka povídek
- The Pioneers (1954, Pionýři), sbírka povídek
- Company of Cowards (1957, Rota zbabělců), novela z období americké občanské války líčí příběh důstojníka Jareda Heatha, který je degradován za neuposlechnutí nesmyslného rozkazu, který by poslal jeho jednotku na téměř jistou smrt. Poté je pověřen vedením zvláštní roty Q (roty vojáků degradovaných za zbabělost), která se později ukáže jako vynikající bojová jednotka
- The Kean Land and Other Stories (1959, Keanův pozemek a jiné povídky), sbírka povídek
- Old Ramon (1960, Starý Ramon)
- Tales from the West (1961, Povídky ze Západu), sbírka povídek,
- Incident on the Trail (1962)
- The Plainsmen (1963), dětská kniha
- Monte Walsh (1963, česky jako Muž se srdcem kovboje), román líčící každodenní život na dobytkářských rančích Nového Mexika v posledních desetiletích 19. století a na počátku 20. století. Na pozadí pozvolného poklesu slávy rančerského řemesla, poklesu vyplývajícího z oplocení někdejších volných pastvisek, vypráví autor o začátku, vzestupu, slávě a zániku životní dráhy kovboje, známého v okolí jako nejlepšího odborníka ve výcviku koní. Kniha byla roku 1970 úspěšně zfilmována
- Stubby Pringle's Christmas (1964, Vánoce Stubbyho Pringlea), dětská kniha
- Heroes without Glory (1965, Hrdinové bez slávy), kniha o mužích, kteří jsou podle bez slávy na rozdíl od lupičů a vrahů (jako byl např. Billy the Kid, Butch Cassidy, Wyatt Earp a další) skutečnými hrdiny Divokého západu. Jde o obyčejné muže (lékař, listonoš nebo švec), jejichž hrdinství bylo opravdové a proto zasluhují skutečné ocenění
- Collected Stories (1966, Sebrané povídky)
- Adolphe Francis Alphonse Bandelier (1966), životopis amerického archeologa
- New Mexico (1967, Nové Mexiko), dětská kniha
- Mavericks (1967)
- An American Bestiary (1973, Americký bestiář)
- The Collected Stories of Jack Schaefer (1985, Sebrané povídky Jacka Schaefera)

## Filmové adaptace
- The Silver Whip (Stříbrný bič), USA 1953, režie Harmon Jones
- Shane, USA 1953, režie George Stevens, v titulní roli Alan Ladd
- Tribute to a Bad Man (Dar pro špatného muže), USA 1953, režie Robert Wise
- Trooper Hood (Seržant Hood), USA 1957, režie Charles Marquis Warren
- Advance to the Rear (Rota zbabělců), USA 1964, režie George Marshall, v hlavní roli Glenn Ford
- Shane, USA 1966, režie Herschel Daugherty a Gary Nelson, v titulní roli David Carradine, televizní seriál
- Monte Walsh, USA 1970, režie William A. Fraker, v hlavní roli Lee Marvin.
- Stubby Pringle's Christmas (Vánoce Stubbyho Pringlea), USA 1978, režie Burt Brinckerhoff, televizní film
- Monte Walsh, USA 2003, režie Simon Wincer, televizní film, v hlavní roli Tom Selleck

## Česká vydání
- Jezdec z neznáma, Mladá fronta, Praha 1965, přeložil Jiří Stránský, znovu 1966.
- Muž se srdcem kovboje, Odeon, Praha 1970, přeložili Luba a Rudolf Pellarovi, znovu 1987 a Toužimský a Moravec, Praha 1998,
- Jezdec z neznáma, Albatros, Praha 1988, přeložil Michael Žantovský,
- První krev, Mladá fronta, Praha 1993, přeložil Jiří Stránský, obsahuje První krev, Rota zbabělců a Keanův pozemek.
- Širé pastviny, Toužimský a Moravec, Praha 1996, přeložila Zlata Kufnerová,
- Shane a další příběhy, Toužimský a Moravec, Praha 1997, přeložili Michael Žantovský a Zlata Kufnerová,
- Kaňon, Toužimský a Moravec, Praha 1999, přeložil Oldřich Vidlák,
- Pátý muž, Toužimský a Moravec, Praha 2000, přeložil Oldřich Vidlák,
- Rota zbabělců, Toužimský a Moravec, Praha 2002, přeložil Oldřich Vidlák,
- Hrdinové bez slávy, Toužimský a Moravec, Praha 2003, přeložil Oldřich Vidlák, české vydání knihy je rozděleno do dvou svazků (druhá část se jmenuje Hrdinové Divokého západu)
- Hrdinové Divokého západu, Toužimský a Moravec, Praha 2004, přeložil Oldřich Vidlák, druhá část českého vydání autorovy knihy Hrdinové bez slávy.